# Аграте Контурбия
Агра̀те Конту̀рбия (на италиански: Agrate Conturbia; на пиемонтски: Agrà e Contòrbia, Агра е Конторбия, на местен диалект: Agràa e Contòrbia, Аграа е Конторбия) е община в Северна Италия, провинция Новара, регион Пиемонт. Разположена е на 337 m надморска височина. Населението на общината е 1564 души (към 2016 г.). Два главни центъра на общината са селата Аграте (Agrate) и Контурбия (Conturbia). Административен център е село Аграте.